# كينيث برنارد
كينيث برنارد (بالإنجليزية: Kenneth Bernard)‏ هو كاتب أمريكي، ولد في 7 مايو 1930 في بروكلين في الولايات المتحدة.